# Сари-Арка (аеропорт)
Аеропо́рт «Сари-Арка» (каз. Сарыарқа әуежайы) (IATA: KGF, ICAO: UAKK) — аеропорт міста Караганда у Казахстані. Знаходиться за 22 кілометрів на південний схід від міста і за 200 км від Астани. Один з найбільших аеропортів Казахстану.
Летовище «Сари-Арка» першого класу, злітно-посадкова смуга здатна приймати більшість типів повітряних суден. До розпаду СРСР аеропорт та аеродром носили назву «Караганда (Центральний)».
Аеровокзальний комплекс аеропорту має пропускну спроможність 1200 осіб на годину. Потужності аеропорту по обслуговуванню пасажирів — 2,5 млн осіб на рік, з переробки вантажів — 18 тис. тонн на рік, з переробки пошти — 7 тис. тонн на рік.
На летовищі базується також військова авіація (літаки МіГ-31).

## Історія
Перший Карагандинський аеропорт створено в лютому 1934 року. Спочатку польоти виконувалися на літаках Полікарпов У-2, а з 1937 року розпочалося регулярне пасажирське сполучення з Алматою на літаках АНТ-9.
В 1944 році аеропорт перебазований у район «Нового міста», а в 1954 році почалося будівництво службових приміщень. Злітно-посадкова смуга з штучним покриттям була побудована в 1959 році; аеропорт отримав назву «Караганда (Міський)».
У середині 1980-х цивільна авіація була перебазована з летовища «Міський» на нове летовище «Центральний». До початку 1990-х летовище «Міський» використовувався як військове (тут базувалася вертолітна частина), потім було закрите. Сьогодні будівля старого аеровокзалу знаходиться у межах міста, а по колишній злітно-посадковій смузі аеродрому «Міський» проходить автомагістраль.
В 1980 році почалося будівництво нового аеропорту, який отримав назву «Караганда (Центральний)»; будівництво злітно-посадочної смуги було завершено в тому ж році, в рекордні терміни. 4 листопада 1980 року на ЗПС летовища здійснив посадку перший авіалайнер — Ту-154Б. ЗПС також була однією з запасних для посадки космоплану багаторазової авіаційно-космічної транспортної системи Буран.
У наступні 15 років тривало будівництво аеровокзального комплексу, а пасажири проходили реєстрацію в будівлі старого аеропорту. Аеропорт офіційно був відкритий 5 вересня 1996 року.
В 1992 році аеропорту «Центральний» присвоїли статус міжнародного аеропорту і назву «Сари-Арка».
Сьогодні аеропорт належить приватній компанії, яка заявила про намір привести аеропорт до новітніх міжнародних стандартів і подовжити злітно-посадкову смугу.

## Авіалінії та напрямки, червень 2019

### Пасажирські
| Авіакомпанія | Пункт призначення                    |
| ------------ | ------------------------------------ |
| Aeroflot     | Москва-Шереметьєво                   |
| Air Astana   | Алмати                               |
| Belavia      | Сезонний: Мінськ                     |
| FlyArystan   | Алмати                               |
| IrAero       | Москва-Жуковський                    |
| S7 Airlines  | Новосибірськ                         |
| SCAT         | Алмати, Кизилорда, Усть-Каменогорськ |
| Zhezair      | Жезказган                            |

### Вантажні
| Авіакомпанія    | Пункт призначення       |
| --------------- | ----------------------- |
| Lufthansa Cargo | Франкфурт, Гонконг      |
| MASkargo        | Амстердам, Шанхай–Пудун |
| Southern Air    | Амстердам, Гонконг      |

## Ілюстрації

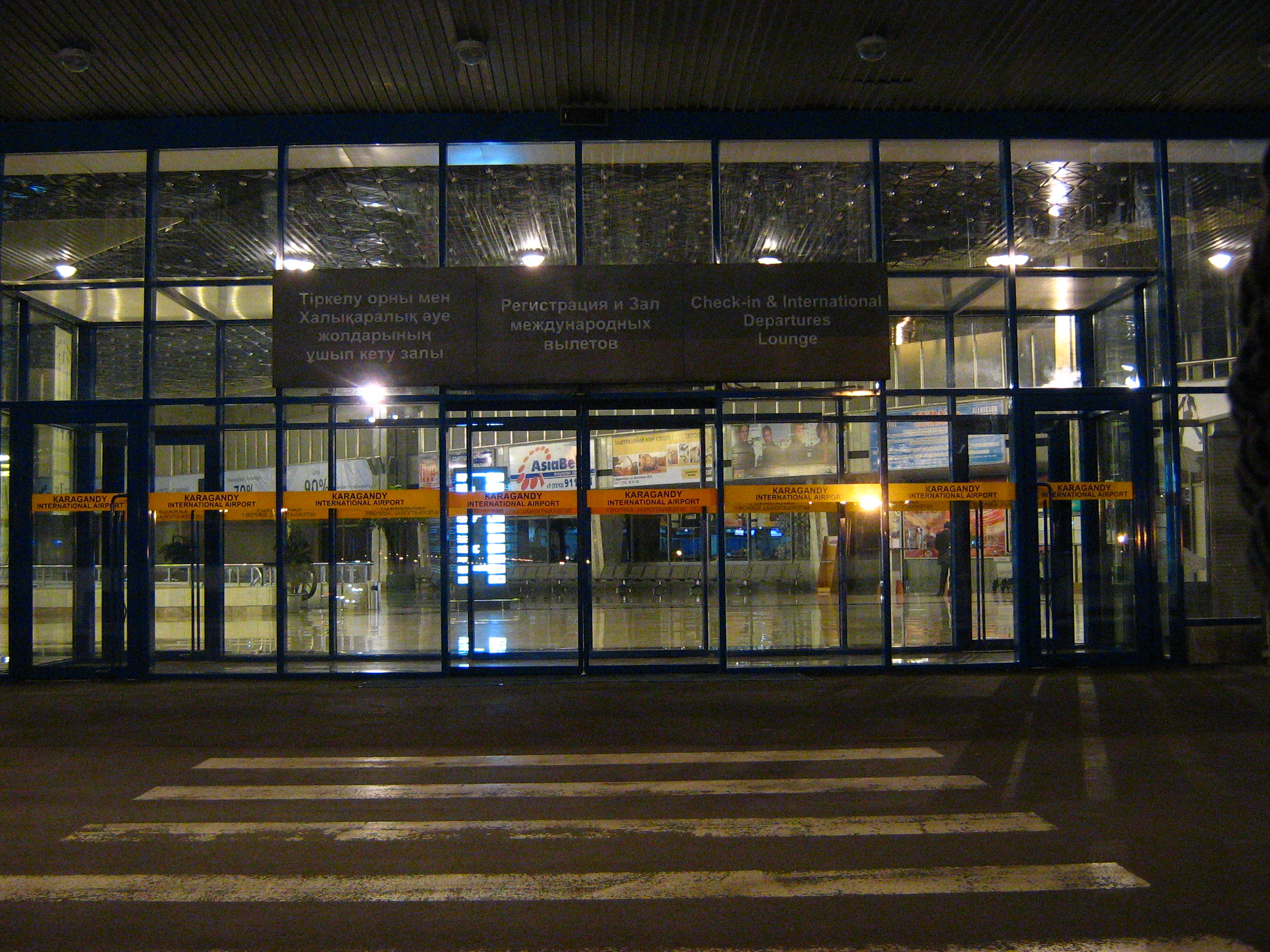
Зала вильоту міжнародних ліній.
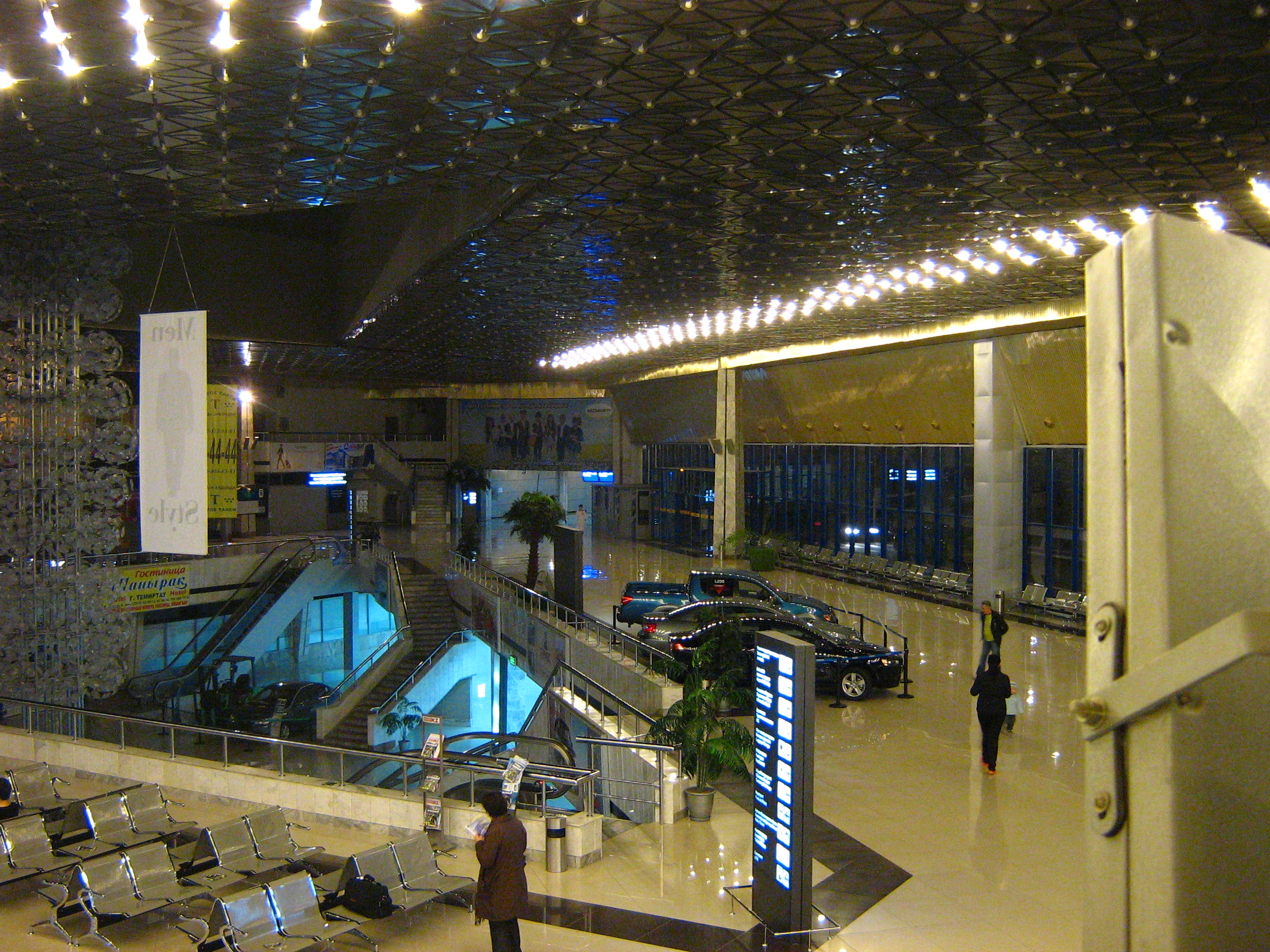
Інтер'єр аеропорту
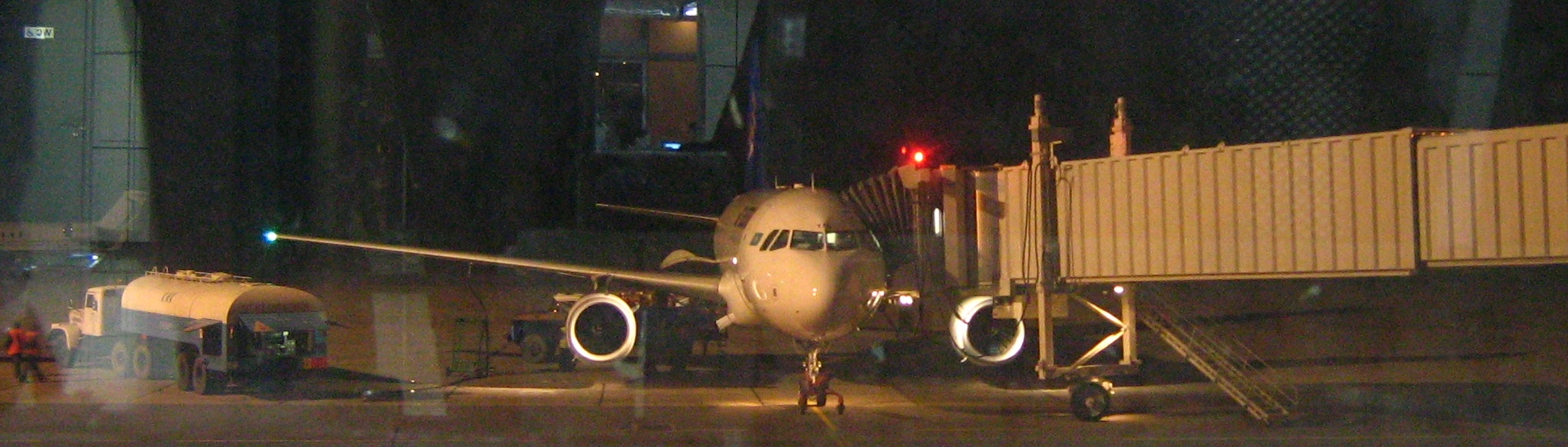
Телескопічний трап з літаком Airbus A-319 авіакомпанії Air Astana